# Vijenac Barilovićki
Vijenac Barilovićki – wieś w Chorwacji, w żupanii karlowackiej, w gminie Barilović. W 2011 roku liczyła 68 mieszkańców.